# Necaxaltépetl
Necaxaltépetl es una localidad del estado mexicano de Puebla. Es parte del municipio de Juan Galindo.

## Historia
En 1900 la población de Necaxa fue despoblada para permitir la construcción de la Presa Necaxa. Su población fue reasentada en la localidad de Nuevo Necaxa. Una parte de los habitantes de Necaxa rechazaron el traslado y en su lugar se establecieron en un cerro cercano, fundando la población de Necaxaltépetl.

## Demografía
| Censo | Población |
| ----- | --------- |
| 1940  | 506       |
| 1950  | 311       |
| 1960  | 290       |
| 1970  | 373       |
| 1980  | 388       |
| 1990  | 458       |
| 1995  | 494       |
| 2000  | 651       |
| 2005  | 729       |
| 2010  | 884       |
| 2020  | 1 113     |